# Strixton
Strixton es un pueblo y una parroquia civil del distrito de Wellingborough, en el condado de Northamptonshire (Inglaterra).

## Demografía
Según el censo de 2001, Strixton tenía 32 habitantes (18 varones y 14 mujeres).
| 57                          | 57 | 56 | 69 | 55 | 56 | - | - | 75 | 61 | 66 | 57 | 53 | 44 | - | 50 | 46 |
| (Fuente: Vision of Britain) |    |    |    |    |    |   |   |    |    |    |    |    |    |   |    |    |